# Campionati italiani maschili assoluti di atletica leggera 1925
I XVI campionati italiani assoluti di atletica leggera si sono tenuti a Bologna, dal 28 al 29 giugno 1925. Furono assegnati ventitré titoli in altrettante discipline, tutti in ambito maschile.
Durante la manifestazione Camillo Zemi migliorò il record italiano del lancio del martello portandolo a 43,38 m.
Il titolo di campione italiano della mezza maratona fu assegnato il 16 agosto a Napoli, quello della maratona il 13 settembre a Venezia e quello della maratona di marcia il 20 settembre a Macerata.
Nel 1925 si tennero anche due campionati di corsa campestre, uno organizzato dalla Federazione Italiana Sports Atletici l'8 marzo a Torino e l'altro organizzato dall'Unione Italiana Sports Atletici il 15 marzo a Gallarate; la Federazione Italiana di Atletica Leggera riconosce i vincitori di entrambe le gare come campioni italiani.

## Risultati

### Le gare del 28-29 giugno a Bologna
| Specialità             | Oro                                                                                  | Prestazione | Argento                                                                            | Prestazione | Bronzo                                                                        | Prestazione            |
| Corse                  |                                                                                      |             |                                                                                    |             |                                                                               |                        |
| 100 m                  | Ruggero Maregatti Gruppo Sportivo Officine Meccaniche                                | 11"1/5      | Franco Reyser Gruppo Sportivo Officine Meccaniche                                  | a 75 cm     | Enrico Torre Milizia Portuaria di Genova                                      | a spalla               |
| 200 m                  | Enrico Torre Milizia Portuaria di Genova                                             | 23"1/5      | Antonio Maineri Gruppo Sportivo Officine Meccaniche                                | a spalla    | Paolo Bogani Virtus Bologna Sportiva                                          | s/t                    |
| 400 m                  | Luigi Parolini La Fenice Venezia                                                     | 51"3/5      | Pietro Grassi Sport Club Italia                                                    | 52"2/5      | Turiddu Marocchi Sport Club Italia                                            | s/t                    |
| 800 m                  | Giovanni Garaventa Gruppo Sportivo Nafta                                             | 2'00"0      | Disma Ferrario Gruppo Sportivo Officine Meccaniche                                 | 2'00"2/5    | Giuseppe Cattarossi La Fenice Venezia                                         | 2'02"0                 |
| 1500 m                 | Disma Ferrario Gruppo Sportivo Officine Meccaniche                                   | 4'11"0      | Giovanni Garaventa Gruppo Sportivo Nafta                                           | 4'11"2/5    | Giovanni Giovannardi Club Sportivo Firenze                                    | 4'13"3/5               |
| 5000 m                 | Giovanni Busan Società Ginnastica Zara                                               | 15'53"1/5   | Francesco Mai Milizia Portuaria Genova                                             | s/t         | Luigi Boero Sport Club Olimpia                                                | s/t                    |
| 10 000 m               | Carlo Speroni Società Ginnastica Pro Patria et Libertate                             | 32'28"3/5   | Callisto Rossi Virtus Bologna Sportiva                                             | 33'56"2/5   | Tullio Biscuola Rhodigium Sport                                               | 34'16"4/5              |
| 110 m hs               | Goffredo Alessandrini Fondazione Bentegodi Verona                                    | 17"0        | Tommaso Folinea Società Atletica Virtus Napoli                                     | 17"2/5      | Mario Agosti Virtus Bologna Sportiva                                          | 17"4/5                 |
| 400 m hs               | Luigi Facelli Società Ginnastica Gallaratese                                         | 59"0        | Carlo Riccardi Gruppo Sportivo FIAT                                                | 1'00"2/5    | Giovanni Poggi Gruppo Sportivo Officine Meccaniche                            | s/t                    |
| 3000 m siepi           | Antenore Negri Gruppo Sportivo Officine Meccaniche                                   | 10'22"3/5   | Giuseppe Gordini Sport Club Castiglione                                            | 10'26"2/5   | Umberto Menotti Milizia Portuaria di Genova                                   | 10'50"1/5              |
| Marcia 10 000 m        | Ettore Gariboldi Milizia Portuaria di Genova                                         | 47'15"4/5   | Luigi Bosatra Unione Sportiva Lombarda                                             | s/t         | Francesco Pretti Società Ginnastica Amsicora                                  | s/t                    |
| Staffetta 4×100 m      | GS Officine Meccaniche Natale Oldoni Antonio Maineri Gustavo Dazio Ruggero Maregatti | 44"1/5      | Virtus Bologna Sportiva Romanelli Gustavo Baracchi Paolo Bogani Alberto D'Agostino | 45"2/5      | Milizia Portuaria di Genova                                                   | s/t                    |
| Staffetta 4×400 m      | Sport Club Italia Fernando Conti Mario Larocchi Ettore Falconi Pietro Grassi         | 3'30"2/5    | Virtus Bologna Sportiva Bassi Andreoli Paolo Bogani Giuseppe Mantelli              | 3'31"4/5    | GS Officine Meccaniche Migliavacca Giovanni Poggi Natale Oldoni Gustavo Dazio | s/t                    |
| Salti                  |                                                                                      |             |                                                                                    |             |                                                                               |                        |
| Salto in alto          | Giuseppe Palmieri Virtus Bologna Sportiva                                            | 1,80 m      | Guglielmo Barettoni La Fenice Venezia                                              | 1,775 m     | Carlo Ghiringhelli Gruppo Sportivo Officine Meccaniche                        | 1,775 m                |
| Salto con l'asta       | Giacinto Lambiasi Pro Lissone                                                        | 3,45 m      | Alvaro Bulgarelli Forti e Liberi Forlì                                             | 3,40 m      | Francesco Medri Club Atletico Faenza                                          | 3,20 m                 |
| Salto in lungo         | Virgilio Tommasi Fondazione Bentegodi Verona                                         | 7,02 m      | Davide Pennati Gruppo Sportivo Officine Meccaniche                                 | 6,58 m      | Enrico Torre Milizia Portuaria di Genova                                      | 6,565 m                |
| Salto triplo           | Mario Trabucco Gruppo Sportivo Nafta                                                 | 13,53 m     | Giacomo Carlini Milizia Portuaria di Genova                                        | 13,32 m     | Albino Pighi Fondazione Bentegodi Verona                                      | 13,12 m                |
| Lanci                  |                                                                                      |             |                                                                                    |             |                                                                               |                        |
| Getto del peso         | Albino Pighi Fondazione Bentegodi Verona                                             | 12,42 m     | Giuseppe Tugnoli Virtus Bologna Sportiva                                           | 11,59 m     | Camillo Zemi Società Ginnastica Stradellina                                   | 11,37 m                |
| Lancio del disco       | Albino Pighi Fondazione Bentegodi Verona                                             | 42,21 m     | Armando Poggioli Società Ginnastica Panaro Modena                                  | 37,84 m     | Camillo Zemi Società Ginnastica Stradellina                                   | 37,25 m                |
| Lancio del martello    | Camillo Zemi Società Ginnastica Stradellina                                          | 43,38 m     | Armando Poggioli Società Ginnastica Panaro Modena                                  | 42,95 m     | Fernando Vandelli La Fratellanza 1874                                         | 31,12 m                |
| Lancio del giavellotto | Giuseppe Palmieri Virtus Bologna Sportiva                                            | 52,55 m     | Carlo Clemente Società Ginnastica Amsicora                                         | 52,24 m     | Adriano Dallago Unione Ginnastica Trento                                      | 47,65 m                |
| Prove multiple         |                                                                                      |             |                                                                                    |             |                                                                               |                        |
| Pentathlon             | Giacomo Carlini Milizia Portuaria di Genova                                          | 3046,970 p. | Gustavo Baracchi Virtus Bologna Sportiva                                           | 2676,200 p. | Dante Merighi Sempre Avanti Bologna                                           | 2235,635 p.            |
| Decathlon              | Raniero Laghi Forti e Liberi Forlì                                                   | 5598,885 p. | Luigi Binda di Milano                                                              | 4893,030 p. | Medaglia non assegnata                                                        | Medaglia non assegnata |

### La corsa campestre FISA dell'8 marzo a Torino
La gara organizzata dalla Federazione Italiana Sports Atletici si corse a Torino su un percorso di 9,25 km.
| Specialità                | Oro                                  | Prestazione | Argento                                             | Prestazione | Bronzo                                       | Prestazione |
| Corsa campestre (9,25 km) | Giuseppe Lippi Club Sportivo Firenze | 29'50"1/5   | Giacomo Ferraris Gruppo Sportivo Ferriere Avigliana | 29'54"1/5   | Giuseppe Marenco Gruppo Sportivo Fiat Torino | 30'20"4/5   |

### La corsa campestre UISA del 15 marzo a Gallarate
La gara dell'Unione Italiana Sports Atletici si corse a Gallarate su un percorso di 10,9 km.
| Specialità                | Oro                                 | Prestazione | Argento                                                  | Prestazione | Bronzo                                                | Prestazione |
| Corsa campestre (10,9 km) | Angelo Davoli Gruppo Sportivo Nafta | 38'15"      | Carlo Speroni Società Ginnastica Pro Patria et Libertate | a 40 metri  | Antonio Re Società Ginnastica Pro Patria et Libertate | a 60 metri  |

### La mezza maratona del 16 agosto a Napoli
La gara si corse il 16 agosto a Napoli su un percorso di 25 km con partenza e arrivo al motovelodromo dei Pilastri, toccando via Castelano, Posillipo, Bagnoli e Pozzuoli.
| Specialità             | Oro                                       | Prestazione | Argento                                 | Prestazione | Bronzo                                     | Prestazione |
| Mezza maratona (25 km) | Vincenzo D'Amore Unione Sportiva Vietrese | 1h10'38"4/5 | Natale Bovone Sport Club Olimpia Genova | 1h32'48"2/5 | Romeo Bertini Sport Club Agamennone Milano | 1h35'45"0   |

### La maratona del 13 settembre a Venezia
La gara si corse il 13 settembre a Venezia con partenza al Lido e lungo la riviera San Nicolò, via Malamocco, via Alberoni e ritorno.
| Specialità | Oro                                | Prestazione | Argento                                 | Prestazione | Bronzo                                  | Prestazione |
| Maratona   | Attilio Conton Forti e Liberi Mira | 2h45'44"    | Giuseppe Zitti 135ª legione MVSN Teramo | 2h53'52"    | Natale Bovone Sport Club Olimpia Genova | 2h57'10"    |

### La maratona di marcia del 20 settembre a Macerata
La cara si svolse il 20 settembre a Macerata lungo un percorso di 43,5 km con partenza in piazza d'Armi proseguendo per Villa Potenza, Cisterna, bivio Tolentino, Sforzacosta e ritorno in piazza d'Armi.
| Specialità                   | Oro                                    | Prestazione | Argento                                                    | Prestazione | Bronzo                                     | Prestazione |
| Maratona di marcia (43,5 km) | Donato Pavesi Milizia Portuaria Genova | 4h03'07"0   | Giovanni Brunelli Gruppo Sportivo Breda Sesto San Giovanni | 4h07'21"1/5 | Attilio Callegari Milizia Portuaria Genova | 4h07'50"0   |